# Liste von Zirkusfilmen
Die Liste von Zirkusfilmen enthält filmische Werke, in denen der Zirkus ein gewichtiges Thema oder Motiv darstellt. Es können fließende Übergänge zum Jahrmarktsfilm und zum Varietéfilm bestehen.

## Im Kino
| Jahr | Titel                                                                  | Produktionsland         | Regisseur                         | Hauptdarsteller                                                                                                 |
| ---- | ---------------------------------------------------------------------- | ----------------------- | --------------------------------- | --- |
| 1912 | Der fliegende Cirkus (Den flyvende Cirkus)                             | Dänemark                | Alfred Lind                       | |
| 1924 | Der Mann, der die Ohrfeigen bekam (He Who Gets Slapped)                | USA                     | Victor Sjöström                   | Lon Chaney senior, Norma Shearer, John Gilbert                                                                  |
| 1924 | Max, der Zirkuskönig / Clown aus Liebe / Der Zirkuskönig               | Österreich              | Max Linder, E. E. Violet          | |
| 1925 | Varieté                                                                | Deutschland             | Ewald André Dupont                | Emil Jannings, Maly Delschaft                                                                                   |
| 1926 | Sensation im Zirkus (The Third Degree)                                 | USA                     | Michael Curtiz                    | |
| 1928 | Der Zirkus (The Circus)                                                | USA                     | Charles Chaplin                   | Charles Chaplin                                                                                                 |
| 1932 | Freaks                                                                 | USA                     | Tod Browning                      | Wallace Ford, Olga Baclanova, Harry Earles                                                                      |
| 1935 | Artisten / Fürst der Manege                                            | Deutschland             | Harry Piel                        | |
| 1936 | Zirkus (Zirk)                                                          | Sowjetunion             | Grigori Wassiljewitsch Alexandrow | |
| 1937 | Der Mann, von dem man spricht                                          | Österreich              | E. W. Emo                         | Heinz Rühmann, Theo Lingen, Hans Moser, Gusti Huber                                                             |
| 1938 | Fahrendes Volk                                                         | Deutschland, Frankreich | Jacques Feyder                    | Hans Albers, Françoise Rosay                                                                                    |
| 1938 | Menschen, Tiere, Sensationen                                           | Deutschland             | Harry Piel                        | |
| 1939 | Die Marx Brothers im Zirkus (At the Circus)                            | USA                     | Edward Buzzell                    | Groucho Marx, Chico Marx, Harpo Marx                                                                            |
| 1940 | Die 3 Codonas                                                          | Deutschland             | Arthur Maria Rabenalt             | René Deltgen |
| 1941 | Jakko                                                                  | Deutschland             | Fritz Peter Buch                  | Norbert Rohringer                                                                                               |
| 1941 | Dumbo                                                                  | USA                     | Ben Sharpsteen                    | – (Zeichentrickfilm)                                                                                            |
| 1943 | Die große Nummer                                                       | Deutschland             | Karl Anton                        | Leni Marenbach, Rudolf Prack                                                                                    |
| 1943 | Arabische Nächte (Arabian Nights)                                      | USA                     | John Rawlins                      | |
| 1943 | Zirkus Renz                                                            | Deutschland             | Arthur Maria Rabenalt             | René Deltgen, Paul Klinger, Angelika Hauff, Rudolf Schündler                                                    |
| 1948 | 1-2-3 Corona                                                           | Deutschland             | Hans Müller                       | |
| 1949 | Tromba                                                                 | Deutschland             | Helmut Weiss                      | René Deltgen, Angelika Hauff, Gustav Knuth, Gardy Granass, Grethe Weiser, Adrian Hoven                          |
| 1950 | Manege frei                                                            | Frankreich, Deutschland | Pierre Billon                     | Grock |
| 1951 | Saltimbancos                                                           | Portugal                | Manuel Guimarães                  | Maria Olguim, Helga Liné, Artur Semedo                                                                          |
| 1952 | Königin der Arena                                                      | Deutschland             | Rolf Meyer                        | Maria Litto, Hans Söhnker, Grethe Weiser                                                                        |
| 1952 | Die größte Schau der Welt (The Greatest Show on Earth)                 | USA                     | Cecil B. DeMille                  | Betty Hutton, Cornel Wilde, Charlton Heston, Dorothy Lamour, James Stewart                                      |
| 1953 | Abend der Gaukler (Gycklarnas afton)                                   | Schweden                | Ingmar Bergman                    | Åke Grönberg, Harriet Andersson                                                                                 |
| 1953 | Salto Mortale                                                          | Deutschland             | Viktor Tourjansky                 | Margot Hielscher, Karlheinz Böhm, Frits van Dongen                                                              |
| 1954 | Der Zirkusclown / Im Zirkus der drei Manegen (3 Ring Circus)           | USA                     | Joseph Pevney                     | Jerry Lewis, Dean Martin, Joanne Dru, Zsa Zsa Gabor                                                             |
| 1954 | Feuerwerk                                                              | Deutschland             | Kurt Hoffmann                     | Lilli Palmer, Karl Schönböck, Romy Schneider, Claus Biederstaedt, Rudolf Vogel, Margarete Haagen, Lina Carstens |
| 1954 | König der Manege                                                       | Österreich              | Ernst Marischka                   | Rudolf Schock, Germaine Damar, Elma Karlowa                                                                     |
| 1954 | Carola Lamberti – Eine vom Zirkus                                      | DDR                     | Hans Müller                       | |
| 1954 | La Strada – Das Lied der Straße (La strada)                            | Italien                 | Federico Fellini                  | Anthony Quinn, Giulietta Masina                                                                                 |
| 1955 | Lola Montez                                                            | Deutschland, Frankreich | Max Ophüls                        | Martine Carol, Peter Ustinov                                                                                    |
| 1955 | Wenn der Vater mit dem Sohne                                           | Deutschland             | Hans Quest                        | Heinz Rühmann, Oliver Grimm, Waltraut Haas                                                                      |
| 1956 | Trapez (Trapeze)                                                       | USA                     | Carol Reed                        | Burt Lancaster, Tony Curtis, Gina Lollobrigida                                                                  |
| 1957 | Das haut hin                                                           | Deutschland             | Géza von Cziffra                  | Peter Alexander, Gunther Philipp, Margit Nünke, Grethe Weiser, Wolfgang Lukschy                                 |
| 1958 | Solang’ die Sterne glüh’n (Zirkuskinder)                               | Österreich              | Franz Antel                       | Gerhard Riedmann, Heidi Brühl, Hans Moser, Elga Andersen, Josef Meinrad, Fritz Eckhardt                         |
| 1958 | König der Spaßmacher (Merry Andrew)                                    | USA                     | Michael Kidd                      | Danny Kaye, Pier Angeli                                                                                         |
| 1958 | Rivalen der Manege                                                     | Deutschland             | Harald Philipp                    | Claus Holm, Germaine Damar, Elma Karlowa, Loni Heuser                                                           |
| 1959 | Geliebte Bestie / Meine Heimat ist täglich woanders                    | Deutschland             | Arthur Maria Rabenalt             | Gerhard Riedmann, Margit Nünke, Willy Birgel, Fred Bertelmann, Mady Rahl, Gustav Knuth, Walter Giller           |
| 1962 | Spiel mit mir (Billy Rose's Jumbo)                                     | USA                     | Charles Walters                   | Doris Day, Stephen Boyd, Jimmy Durante, Martha Raye                                                             |
| 1963 | Acapulco (Fun in Acapulco)                                             | USA                     | Richard Thorpe                    | Elvis Presley                                                                                                   |
| 1964 | Circus-Welt / Held der Arena (Circus World)                            | USA                     | Henry Hathaway                    | John Wayne, Claudia Cardinale, Rita Hayworth                                                                    |
| 1964 | Freddy, Tiere, Sensationen                                             | Deutschland             | Karl Vibach                       | Freddy Quinn, Rudolf Platte, Paul Klinger, Heinz Reincke                                                        |
| 1966 | Schwarze Panther                                                       | DDR                     | Josef Mach                        | |
| 1967 | Zirkus des Todes (Berserk!)                                            | Großbritannien          | Jim O’Connolly                    | Joan Crawford, Ty Hardin, Diana Dors                                                                            |
| 1968 | Die Artisten in der Zirkuskuppel: ratlos                               | Deutschland             | Alexander Kluge                   | Hannelore Hoger, Alfred Edel, Klaus Schwarzkopf                                                                 |
| 1970 | Die Clowns (I clowns)                                                  | Italien                 | Federico Fellini                  | |
| 1976 | Brust oder Keule (L’aile ou la cuisse)                                 | Frankreich              | Claude Zidi                       | Louis de Funès, Coluche                                                                                         |
| 1976 | High Grass Circus                                                      | Kanada                  | Tony Ianzelo; Torben Schioler     | Dokumentarfilm                                                                                                  |
| 1980 | Bronco Billy                                                           | USA                     | Clint Eastwood                    | Clint Eastwood, Sondra Locke                                                                                    |
| 2009 | 36 Ansichten des Pic Saint-Loup (36 vues du Pic Saint-Loup)            | Frankreich, Italien     | Jacques Rivette                   | Jane Birkin, Sergio Castellitto                                                                                 |
| 2011 | Wasser für die Elefanten (Water for Elephants)                         | USA                     | Francis Lawrence                  | Reese Witherspoon, Robert Pattinson, Christoph Waltz                                                            |
| 2012 | Madagascar 3: Flucht durch Europa (Madagascar 3: Europe’s Most Wanted) | USA                     | Eric Darnell                      | computeranimierter Film mit den Stimmen von Ben Stiller, Chris Rock, David Schwimmer, Jada Pinkett Smith        |
| 2017 | Greatest Showman (The Greatest Showman)                                | USA                     | Michael Gracey                    | Hugh Jackman, Zac Efron, Michelle Williams                                                                      |
| 2018 | Rettet Flora – Die Reise ihres Lebens (Saving Flora)                   | USA                     | Mark Drury Taylor                 | Jenna Ortega, David Arquette                                                                                    |
| 2019 | Dumbo                                                                  | USA                     | Tim Burton                        | Colin Farrell, Eva Green, Michael Keaton, Danny DeVito, Alan Arkin                                              |

## Fernsehfilme
| Jahr | Titel                 | Produktionsland | Regisseur                 | Hauptdarsteller                        |
| ---- | --------------------- | --------------- | ------------------------- | -------------------------------------- |
| 2013 | Tatort: Schwindelfrei | Deutschland     | Justus von Dohnányi       | Ulrich Tukur, Uwe Bohm                 |
| 2014 | Tatort: Zirkuskind    | Deutschland     | Till Endemann             | Ulrike Folkerts, Carlo Ljubek          |
| 2025 | Zirkuskind            | Deutschland     | Julia Lemke und Anna Koch | Dokumentarischer Road Movie für Kinder |

## Fernsehserien
| Jahr(e)   | Anzahl Episoden & Staffeln | Titel                                                    | Produktionsland    | Regisseur          | Hauptdarsteller |
| --------- | -------------------------- | -------------------------------------------------------- | ------------------ | ------------------ | --- |
| 1963–1964 | 30 Episoden in 1 Staffel   | Zirkusdirektor Johnny Slate (The Greatest Show On Earth) | USA                | verschiedene       | Jack Palance, Stuart Erwin                                                                                                   |
| 1969–1972 | 18 Episoden in 2 Staffeln  | Salto Mortale                                            | Deutschland        | Michael Braun      | Gustav Knuth, Hans Söhnker, Hellmut Lange, Hans-Jürgen Bäumler, Horst Janson, Margitta Scherr, Joseph Offenbach, Kai Fischer |
| 1986–1987 | 6 Episoden in 1 Staffel    | Roncalli                                                 | Deutschland        | Michael Mackenroth | Günther Maria Halmer, Günter Lamprecht, Evelyn Hamann, Eddie Constantine, Andreas von der Meden                              |
| 1988–1989 | 12 Episoden in 1 Staffel   | Zirkus Humberto (Cirkus Humberto)                        | Deutschland / CSSR | Frantisek Filip    | |

## Fernsehshows
| Jahr(e)   | Titel                                | Produktionsland | Moderation                                                                    |
| --------- | ------------------------------------ | --------------- | ----------------------------------------------------------------------------- |
| 1956–1978 | La Piste aux étoiles                 | Frankreich      | Michel Francini, Jacques Francini, Roger Lanzac                               |
| 1976–1984 | Zirkus, Zirkus                       | Deutschland     | Bruce Low (1976–1980), Caterina Valente (1980–1981), Freddy Quinn (1981–1984) |
| 1982–1989 | Arena der Sensationen                | Deutschland     | Marlène Charell, Freddy Quinn                                                 |
| 1985–1991 | Circus – Tiere, Clowns und Akrobaten | Deutschland     | Freddy Quinn, Ilona Christen, Hans Clarin                                     |